# 希斯帕尼亚

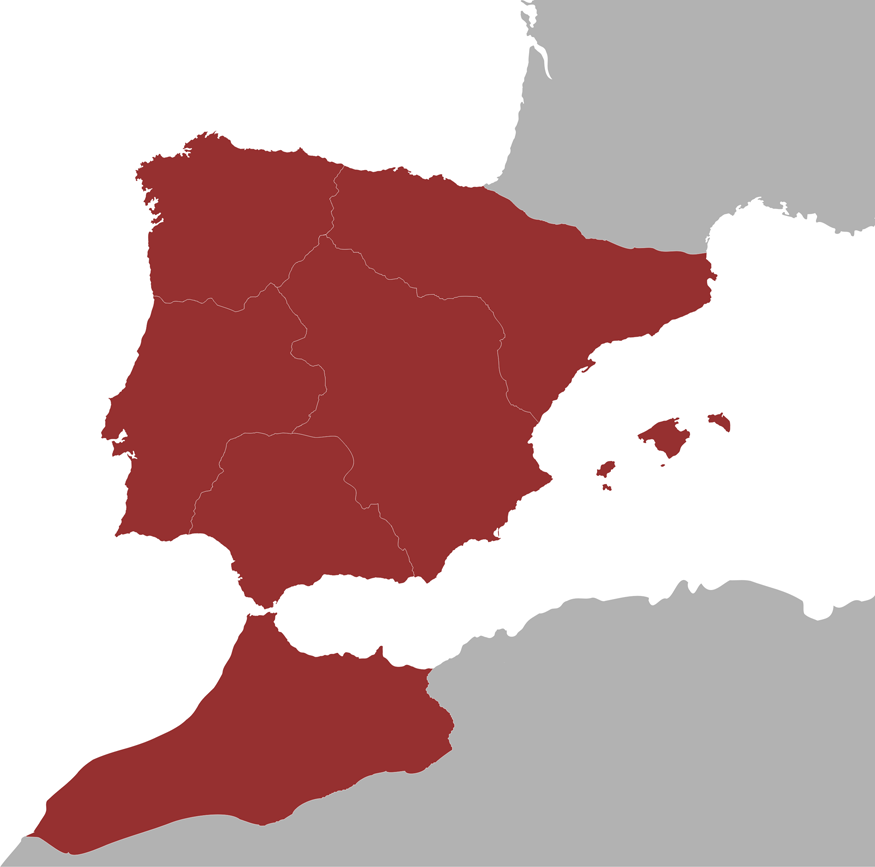

希斯帕尼亚（英語：Hispania）是罗马帝国对现今伊比利亚半岛的称呼。在罗马共和国时期，希斯帕尼亚被划分为近西班牙和远西班牙两个行省。在罗马元首制时期，远西班牙行省被析分为贝提卡和卢西塔尼亚两个行省，而近西班牙行省被重新命名为塔拉戈纳。